# Littérature algérienne
La littérature algérienne comprend l'ensemble des œuvres écrites par des auteurs algériens. Faisant partie de la littérature maghrébine, elle utilise plusieurs langues dont l'arabe et le berbère — les deux langues nationales — ainsi que le français et le judéo-arabe.
La diaspora algérienne commence parfois à écrire dans une autre langue. La population algérienne (et le lectorat), estimée à 5 millions d'individus en 1900, s'accroît depuis l'indépendance : 12 en 1966, 46 en 2024.

## Histoire de la littérature algérienne

De gauche à droite : Kateb Yacine, Mouloud Feraoun et Assia Djebar.
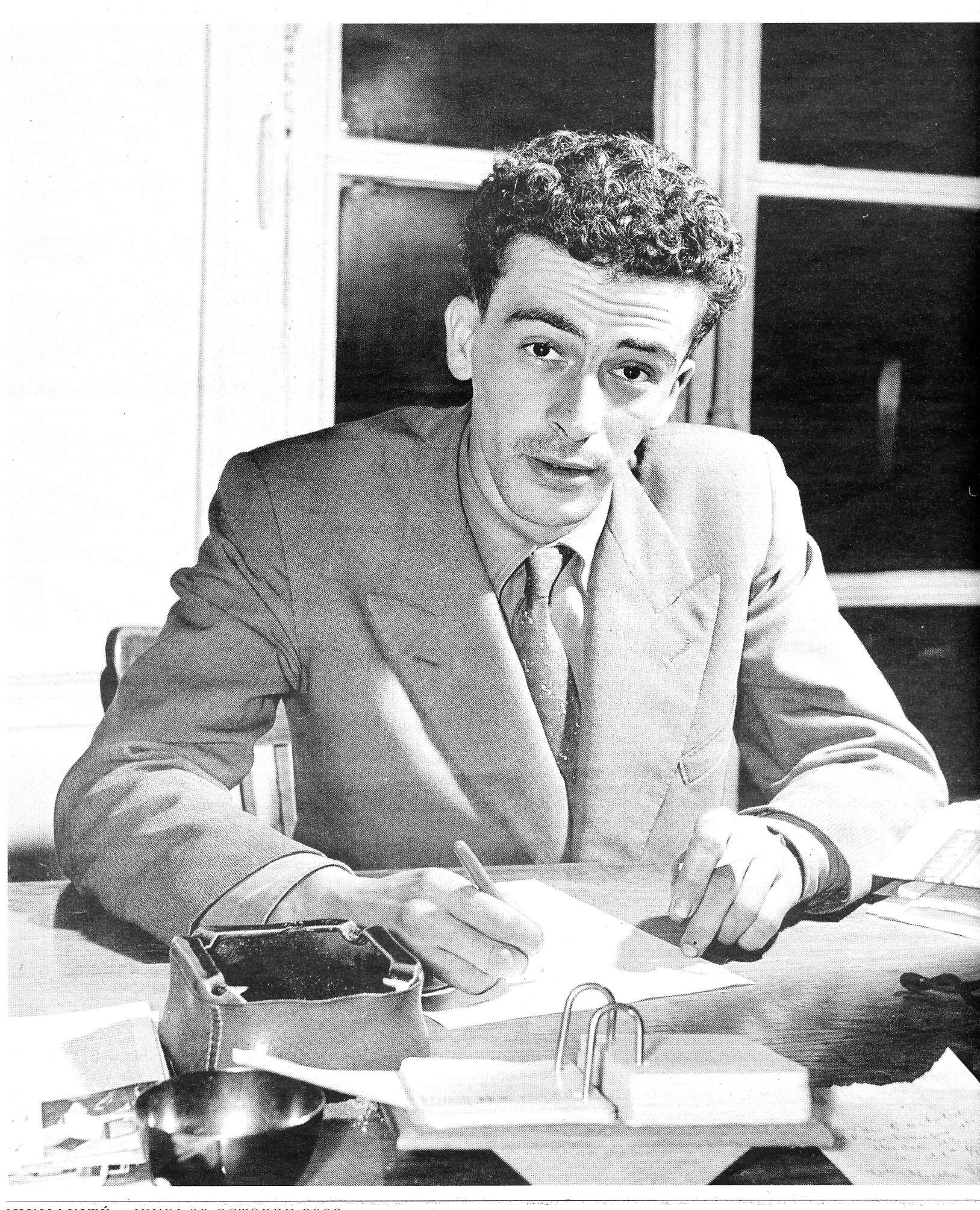
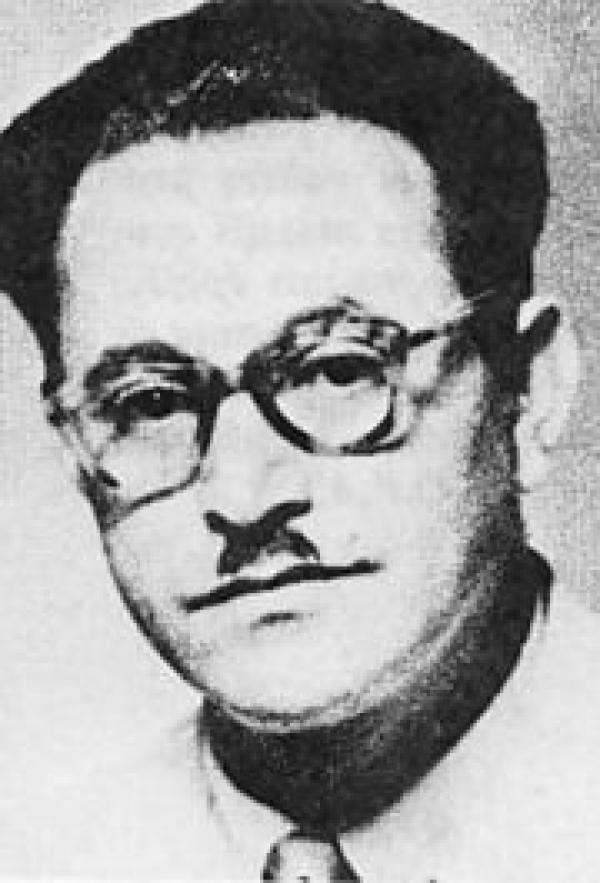
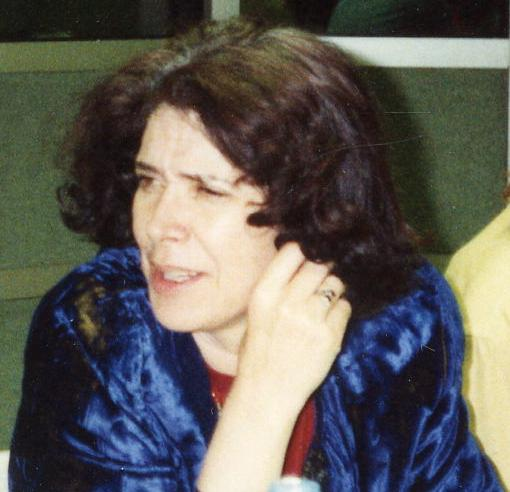

L’Algérie recèle, au sein de son paysage littéraire, de grands noms ayant non seulement marqué la littérature algérienne mais également le patrimoine littéraire universel, et cela dans trois langues : l’arabe, le berbère et le français.
Dans un premier temps, la littérature algérienne est marquée par des ouvrages dont la préoccupation était l'affirmation de l'entité nationale algérienne par la description d'une réalité socioculturelle qui allait à l'encontre des clichés habituels de l'exotisme, c'est à ce titre qu'on assiste à la publication de romans tels que la trilogie de Mohammed Dib, avec ses trois volets que sont la Grande Maison, l'Incendie et le métier à tisser, ou encore le roman Nedjma de Kateb Yacine qui est souvent considéré comme une œuvre majeure. D'autres écrivains connus contribuent à l'émergence de la littérature algérienne parmi lesquels Mouloud Feraoun,, Moufdi Zakaria, Mouloud Mammeri, Mohammed Dib, Malek Haddad, Jean Amrouche et Assia Djebar. Au lendemain de l'indépendance plusieurs nouveaux auteurs émergent sur la scène littéraire algérienne, ils s'imposeront notamment sur plusieurs registres comme la poésie, les essais ainsi que les nouvelles, ils tenteront par le biais de leurs œuvres de dénoncer un certain nombre de tabous sociaux et religieux, parmi eux il y a Rachid Boudjedra, Rachid Mimouni, Tahar Djaout, Zoubeïda Bittari, Leïla Sebbar, Achour Fenni, Abdelhamid Benhedouga, Yamina Mechakra et Tahar Ouettar.

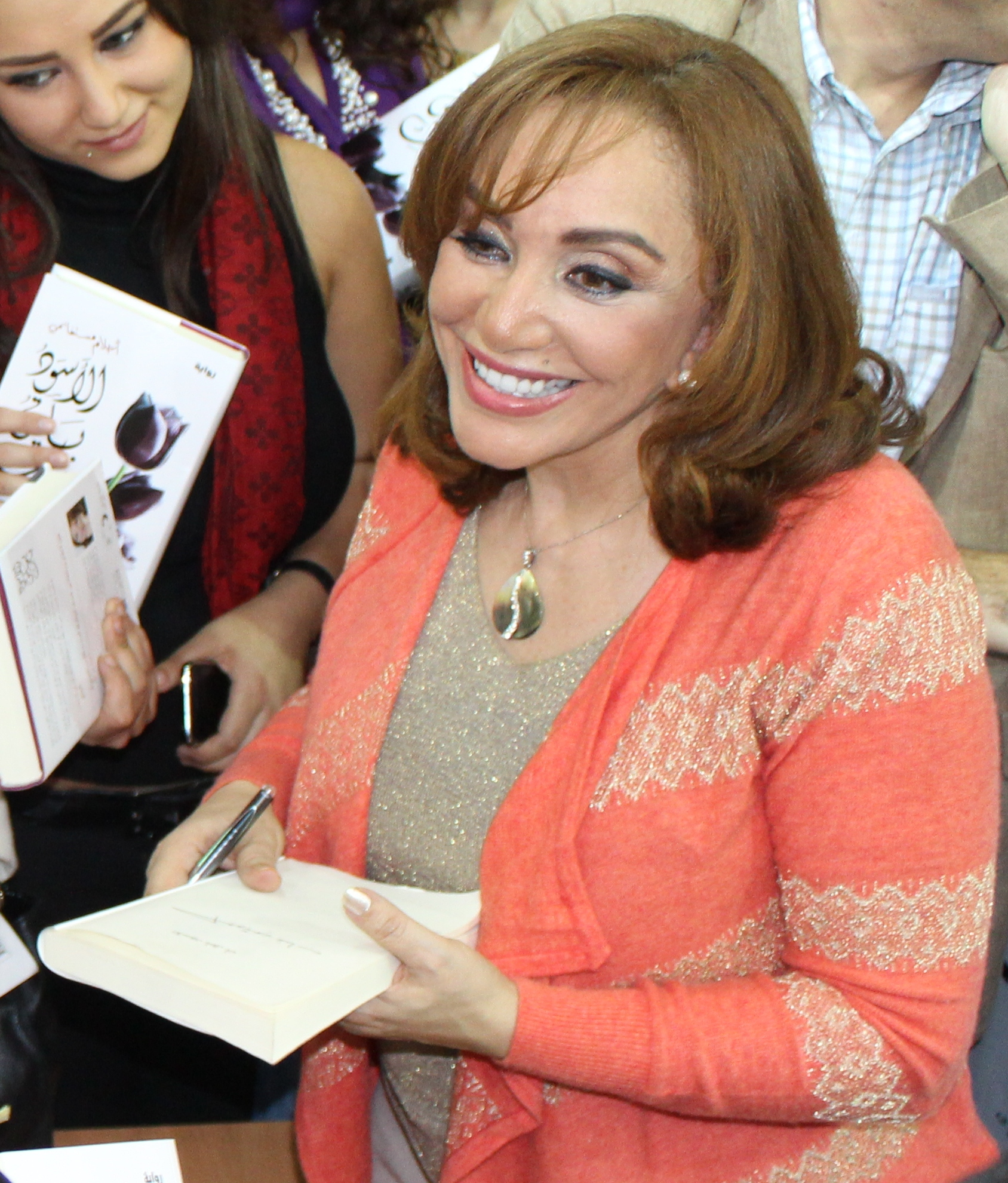
Ahlam Mosteghanemi, écrivaine la plus lue dans le monde arabe.

Actuellement, une partie des auteurs algériens a tendance à se définir dans une littérature d’expression bouleversante, en raison notamment du terrorisme qui a sévi durant les années 1990, l'autre partie se définit dans un autre style de littérature qui met en scène une conception individualiste de l'aventure humaine. Parmi les œuvres récentes les plus remarquées il y a l’Écrivain, Les hirondelles de Kaboul et L’attentat de Yasmina Khadra, Le serment des Barbares de Boualem Sansal, Mémoire de la chair de l'écrivain d'expression arabe Ahlam Mosteghanemi, Nulle part dans la maison de mon père d'Assia Djebar et, enfin Ô Maria et Le Rapt d'Anouar Benmalek. Beaucoup d’auteurs vivent et publient à l’étranger, comme le romancier Abdelkader Djemaï, Mohamed Aknoun, Kamel Bencheikh, Mohamed Kacimi,Mohamed-Chérif Zerguine mais aussi des nouvelles venues comme Kaouther Adimi, Fadéla Chaïm-Allami, Katia Hacène.

## Romans
- Ahmed Reda Houhou (1910-1956)

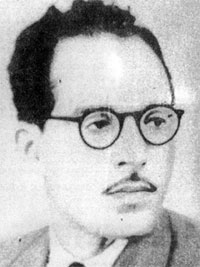
Ahmed Reda Houhou

  - Maa himar Tewfiq El Hakim, (Avec l'âne de Tewfiq El Hakim)
  - Ghadat oum el qora, (La Belle de la Mecque)
  - Sahibat el ouahy, (La Femme inspirée)
  - Namadhidj bacharia, (Spécimens humains)

- Mouloud Feraoun (1913-1962)
  - Le Fils du pauvre, Menrad instituteur kabyle, éd. Cahiers du nouvel humanisme, Le Puy, 1950, 206 p.
  - La Terre et le Sang, Éditions du Seuil, Paris, 1953, 256 p.
  - Jours de Kabylie, Alger, Baconnier, 1954, 141 p.
  - Les Chemins qui montent, Éditions du Seuil, Paris, 1957, 222 p.
  - Les Poèmes de Si Mohand, Les Éditions de Minuit, Paris, 1960, 111 p.

- Taos Amrouche (1913-1976)
  - Jacinthe noire, roman, éditions Charlot, 1947 ; éditions François Maspéro, 1972 ; éditions Joëlle Losfeld, 1996.
  - Rue des tambourins, roman, éditions La Table ronde, 1960; éditions Joëlle Losfeld, 1996.
  - L'Amant imaginaire, roman autobiographique, éditions Robert Morel, 1975 ; éditions Joëlle Losfeld, 1996.
  - Solitude ma mère, roman posthume, préface de François Maspero, éditions Joëlle Losfeld, 1995 ; éditions Joëlle Losfeld - Gallimard, 2006.

- Mouloud Mammeri  (1917-1989)
  - La Colline oubliée, Paris, Plon, 1952, 2e édition, Paris, Union Générale d’Éditions, S.N.E.D., col. 10/18, 1978 ; Paris, Folio Gallimard, 1992
  - Le Sommeil du juste, Paris, Plon, 1952, 2e édition, Paris, Union Générale d’Éditions, S.N.E.D., col. 10/18, 1978.
  - L’Opium et le Bâton, 
    - Paris, Plon, 1965, 
    - 2e édition, Paris, Union Générale d’Éditions, S.N.E.D., col. 10/18, 1978  (ISBN 2264009063),
    - Paris, La Découverte  (ISBN 2707120863) 1992 

  - La Traversée, Paris, Plon, 1982, 2e édition, Alger, Bouchène, 1992.

- Mohammed Dib (1920-2003)
  - La Grande Maison, roman, Le Seuil, 1952 et Points Seuil. Prix Fénéon, 1953.
  - L'Incendie, roman, Le Seuil, 1954 et Points Seuil.
  - Au café, nouvelles, Gallimard, 1955; Sindbad, 1984.
  -  Le Métier à tisser , roman, Le Seuil, 1957 et Points Seuil.
  - Un Été africain, roman, Le Seuil, 1959.
  - Baba Fekrane, contes pour enfants, La Farandole, 1959.
  - Ombre gardienne, poèmes, Gallimard, 1960; Sindbad, 1981; La Différence, 2003.
  - Qui se souvient de la mer, roman, Le Seuil, 1962, Points Seuil, Paris, La Différence, coll. "Minos", 2007.
  - La Danse du roi, roman, Le Seuil, 1968.
  - Dieu en barbarie, roman, Le Seuil, 1970.
  - Formulaires, poèmes, Le Seuil, 1970.
  - Le Maître de chasse, roman, Le Seuil, 1973 et Points Seuil.
  - L'Histoire du chat qui boude, contes pour enfants, La Farandole, (1974, pour le texte) et Albin Michel Jeunesse, (2003, illustré par Christophe Merlin).
  - Omneros, poèmes, Le Seuil, 1975.
  - Habel, roman, Le Seuil, 1977.
  - Feu beau feu, poèmes, Le Seuil, 1979.
  - Les Terrasses d'Orsol, roman, Sindbad, 1985; Paris, La Différence, coll. "Minos", 2002.
  - Le Sommeil d'Ève, roman, Sindbad, 1989; Paris, La Différence, coll. "Minos", 2003.
  - Neiges de marbre, roman, Sindbad, 1990; Paris, La Différence, coll. "Minos", 2003.
  - Le Désert sans détour, roman, Sindbad, 1992, Paris, La Différence, coll. "Minos", 2006.
  - L'Infante maure, roman, Albin Michel, 1994.
  - Tlemcen ou les lieux de l'écriture, textes et photos, La Revue noire, 1994.
  - La Nuit sauvage, roman, Albin Michel, 1995.
  - Si Diable veut, roman, Albin Michel, 1998.
  - L'Arbre à dires, nouvelles, essai, Albin Michel, 1998.
  - L'Enfant jazz, poèmes, La Différence, 1998.
  - Le Cœur insulaire, poèmes, La Différence, 2000.
  - Comme un bruit d'abeilles, Albin Michel, 2001.
  - L.A. Trip, roman, Paris, La Différence, 2003.
  - Simorgh, nouvelles, essai, Albin Michel, 2003.
  - Laëzza, nouvelles, essai, Albin Michel, 2006.
  - Poésies, Paris, "Œuvres complètes", La Différence, 2007.

- Malek Haddad (1927-1978)
  - Le Malheur en danger, La Nef de Paris, 1956; Bouchène, 1988 (avec une illustration de Issiakhem).
  - La Dernière impression, Julliard, 1958
  - Je t’offrirai une gazelle, Julliard, 1959; réédition 10/18 no 1249, 1978  (ISBN 2264009047)
  - L’Élève et la leçon, Julliard, 1960; réédition 10/18
  - Le Quai aux Fleurs ne répond plus, Julliard 1961; réédition 10/18 no 769, 1973  (ISBN 2264009055)

- Djoher Amhis-Ouksel (1928-2025)
  - Le Prix de l'honneur. Une lecture de " Le Grain dans la meule" de Malek Ouary. Alger: Casbah éditions, 2007
  - D'une rive à l'autre. Une lecture de "La Terre et le Sang" et "Les Chemins qui montent" de Mouloud Feraoun. Alger : Casbah éditions, 2009
  - Taâssast. Une lecture de "La Colline oubliée" de Mouloud Mammeri. Alger: Casbah éditions, 2011[7]
  - La Voie des ancêtres. Une lecture de "Sommeil du Juste" de Mouloud Mammeri. Alger: Casbah éditions, 2012
  - Dar Sbitar. Une lecture de "La Grande Maison" de Mohammed Dib. Alger :Casbah éditions, 2012
  - Le Chant de la sitelle. Espace livre, 2012
  - L'Exil et la Mémoire. Une lecture des romans de Taos Amrouche. Alger: Casbah éditions, 2013
  - Benhadouga, la vérité, le rêve, l'espérance. Alger: Casbah éditions, 2013
  - Tahar Djaout, ce tisseur de lumière. Alger: Casbah éditions, 2013
  - Mimouni, l'écrivain témoin et conscience. Alger: Casbah, 2015
  - Assia Djebar, une figure de l'aube. Alger: Casbah éditions, 2016

- Kateb Yacine (1929-1989)
  - Nedjma, roman, Paris, Éditions du Seuil, 1956, 256 p.
  - Le Polygone étoilé, roman, Paris, Éditions du Seuil, 1966, 182 p.

- Assia Djebar (1936-2015)
  - La Soif, Julliard, Paris, 1957
  - Les Impatients, Julliard, Paris, 1958
  - Les Enfants du Nouveau Monde, Julliard, Paris, 1962
  - Les Alouettes naïves, Julliard, Paris, 1967
  - L'Amour, la fantasia, Lattès/Enal, 1985
  - Ombre sultane, Lattès, 1987
  - Loin de Médine, Albin Michel, Paris, 1991
  - Vaste est la prison, Albin Michel, Paris, 1995
  - Le Blanc de l'Algérie, Albin Michel, Paris, 1996
  - La Femme sans sépulture, Albin Michel, Paris, 2002
  - La Disparition de la langue française, Albin Michel, Paris, 2003
  - Nulle part dans la maison de mon père, Fayard, Paris, 2007
  - Hamid Grine
  - La dernière prière, Alpha, Alger, 2006
  - Le café de Gide, Alpha, Alger, 2008
  - Clandestine, Casbah, Alger, 2017
  - Le rapace, Casbah, Alger, 2019

- Mohammed Souheil Dib (1944-) 
  - Moi, ton enfant, Ephrai͏̈m / Souhel Dib, récit-poétique/ Paris: Editions l'Harmattan, 1983,  (ISBN 2-85802-296-8). [archive]
  - Les Amants de Djebel Amour / Mohammed Souheil Dib, roman / Alger:  ENAL, 1984,  (ISBN 9961-54-421-8). [archive]
  - Tant qu'il y aura des mères: / Mohamed Souheil Dib, roman / Alger / ENAL, 1989
  - Le retour / Mohammed Souheil, roman / Alger: ENAL, 1989, N° d’éditions 2249/86 [archive].
  - Voi-x de passage / Souheil Dib, roman/ IDlivre.com 2001 Paris,  (ISBN 2-7479-0047-9). [archive]
  - La Quête et l'Offrande / Mohammed Souheil Dib, roman / Paris / Marsa, 2002,  (ISBN 2-913868-40-1) [archive]. Traduction en arabe sous le titre «al-baht wa al-qurban» /  (ISBN 978-9961-848-08-1) DL: 4272-2007.

- Rachid Mimmouni (1945-1995)
  - Le printemps n'en sera que plus beau, SNED
  - Le Fleuve détourné, Stock
  - Une paix à vivre, ENAL
  - Tombéza, Stock
  - L'Honneur de la tribu, Stock
  - La Ceinture de l'ogresse, Stock
  - Une peine à vivre, Stock
  - La Malédiction, Stock
  - Chroniques de Tanger, Stock

- Najia Abeer, romancière algérienne (1948-)
  - Constantine et les moineaux de la murette (2003)

- Boualem Sansal (1949-)
  - Le Serment des barbares, Paris, éd. Gallimard, « Folio » no 3507 prix du premier roman 1999, prix Tropiques 1999.
  - Harraga, ed. Gallimard, 2005
  - Le Village de l'Allemand ou Le Journal des frères Schiller, éd. Gallimard, grand prix RTL-Lire 2008, grand prix de la francophonie 2008,prix Louis-Guilloux1.
  - 2084 : la fin du monde, éd. Gallimard - Grand prix du roman de l'Académie française 2015.
  - Le Train d'Erlingen, éd. Gallimard, 2018

- Ahlam Mosteghanemi (1953-)
  - Au havre des jours, Ala Marfa' Al Ayam, 1973.
  - Écriture dans un moment de nudité, Kitaba Fi Lahdat Ouray, 1976
  - Algérie, femmes et écriture, préface de Jacques Berque, 1985, réédition l'Harmattan, 2000   (ISBN 2858025061 et 978-2858025060)
  - Mémoires de la chair, traduction française de Mohammed Mokeddem, 332 p., Albin Michel, 2002, Prix Naguib Mahfouz et Prix Nour de la meilleure œuvre féminine en langue arabe  (ISBN 2226133976 et 978-2226133977)
  - Le Chaos des sens, traduction française France Meyer, 323 p., Albin Michel, 2006   (ISBN 2-226-16817-6 et 978-2226168177)
  - Aber Sarir, (Passager du lit), Paris, Éditions Ahlam Mosteghanemi, Liban, Dar Al-Adab, 2003

- Kamel Bencheikh (1953-)[8]
  - Jeune poésie algérienne, anthologie, Traces, 1980
  - Prélude à l'espoir, poèmes, Naaman, 1984
  - La Reddition de l'hiver, Frantz Fanon, 2019
  - L'Impasse, roman, Frantz Fanon, 2020.

- Tahar Djaout (1954-1993)
  - Solstice barbelé (poèmes 1973-1974), Éditions Naaman, Sherbrooke, Québec, Canada, 1975.
  - L’Arche à vau-l’eau (poèmes 1971-1973), Éditions Saint-Germain-des-Prés, Paris, 1978.
  - L’Exproprié (roman, 1974-1976), Société nationale d’édition et de diffusion, Alger, 1981; réédition ENAG, Alger, 2002. Traduction en allemand, 1995.
  - Les Chercheurs d'os (roman), Éditions du Seuil, Paris, 1984, Réédition dans la Collection "Points', no 824, Éditions du Seuil, 2001. Traduction en allemand, 1988. Traduction en catalan, 2003.
  - L'Invention du désert (roman), Éditions du Seuil, Paris, 1987. Traduction en italien, 1998.
  - L’Exproprié (roman, version définitive), Éditions François Majault, Paris, 1991.
  - Les Rets de l'oiseleur (nouvelles, 1973-1981), Entreprise Nationale du Livre, Alger, 1984. Réédition, ENAG, Alger, 2002.
  - Les Vigiles (roman), Éditions du Seuil, Paris, 1991, Prix Méditerranée. Réédition dans la Collection Points, Éditions du Seuil, no 171, 1995. Traduction en allemand, 1998. Traduction en anglais, 2008. Traduction en portugais, 2004.
  - Pérennes (poèmes 1975-1993), Le Temps des Cerises", Paris, 1996.
  - Le Dernier Été de la raison (roman), Éditions du Seuil, Paris, 1999. Traduction en anglais, 1999. Traduction en italien, 2009.
  - 1954-2014, j’aurais eu 60 ans…, coffret rassemblant 4 romans de Tahar Djaout : Les Chercheurs d'os, L'Invention du désert, Les Vigiles, Le Dernier Été de la raison, Éditions Quipos, Alger, 2014.

- Yasmina Khadra (1955-)
  - L'Équation africaine, 2011, Julliard ; Pocket 2012 ; France Loisirs 2012
  - Khalil, Éditions Casbah et Julliard, 16 août 2018
  - Dieu n'habite pas La Havane, Julliard, 2016
  - La Dernière Nuit du Raïs, Julliard, 2015
  - Qu'attendent les singes, Julliard, 4 avril 2014, Paris ; Casbah, 6 avril 2014, Alger
  - Les anges meurent de nos blessures, Julliard, septembre 2013
  - Les Chants cannibales, 2012, Éditions Casbah-Alger
  - L'Olympe des infortunes, 2010, Julliard
  - Ce que le jour doit à la nuit, 2008, Julliard (Sédia, Alger, 2008), (Pocket 2009), (France Loisirs 2009), (Grand Livre du Mois, 2008); (Éditions de la loupe -GROS CARACTERES- 2009); en Audio (CD) 2008.
  - Le Quatuor algérien : Morituri, Double blanc, L'Automne des chimères, La Part du mort (en 1 seul volume, Gallimard, Folio policier 2008).
  - Les sirènes de Bagdad, 2006, Julliard, (Sedia, Alger 2006); (Pocket 2007), (France Loisirs 2007)
  - L'Attentat, 2005, Julliard, (Pocket 2006), (Sedia, 2006), (France Loisirs 2006)
  - La Rose de Blida, 2005, éd. Après la lune, Paris, (Sedia 2007)
  - La Part du mort, 2004, Julliard, (Gallimard, Folio policier 2005)
  - Cousine K, 2003, Julliard, (Pocket 2004)
  - Les Hirondelles de Kaboul, 2002, Julliard (Pocket 2004), (France Loisirs 2003).
  - L'Imposture des mots, 2002, Julliard (Pocket 2004)
  - L'Écrivain, 2001, Julliard (Pocket 2003)
  - À quoi rêvent les loups, 1999, Julliard (Pocket 2000)
  - Les Agneaux du Seigneur, 1998, Julliard (Pocket 1999), Paris
  - Double blanc, 1998, Baleine, (Gallimard, Folio policier 2000)
  - L'Automne des chimères, 1998, Baleine, (Folio policier 2001)
  - Morituri, 1997, Baleine, Paris, (Folio policier 2002)
  - La Foire des enfoirés, 1993, Laphomic
  - Le Dingue au bistouri, 1990, Laphomic, Alger et 1999, Flammarion (J'ai lu 2001), Paris
  - Le Privilège du phénix, 1989, ENAL
  - De l'autre côté de la ville, 1988, L'Harmattan, Paris
  - El Kahira - cellule de la mort, 1986, ENAL
  - La Fille du pont, 1985, ENAL
  - Houria, 1984, ENAL, Alger
  - Amen, 1984, à compte d'auteur, Paris
- Lounès Matoub (1956-1998)[9]
  - Ma vie est un combat (La Découverte, 2003)

- Amin Zaoui (1956-)
  - Sommeil du mimosa suivi de Sonate des loups [archive] (roman), éditions le Serpent à plumes, Paris, 1997
  - Fatwa pour Schéhérazade et autres récits de la censure ordinaire (essai collectif), éditions L'Art des livres, Jean-Pierre Huguet éditeur, 1997
  - La Soumission (roman), édition le Serpent à Plumes, Paris, 1998 ; 2e édition Marsa, Alger. Prix Fnac Attention talent + Prix des lycéens France
  - La Razzia (roman), éditions le Serpent à Plumes, Paris, 1999
  - Histoire de lecture (essai collectif), éditions Ministère de la Culture, Paris, 1999
  - L’Empire de la peur (essai), éditions Jean-Pierre Huguet, 2000
  - Haras de femmes (roman), éditions le Serpent à Plumes, 2001
  - Les Gens du parfum (roman), éditions le Serpent à Plumes, Paris, 2003
  - La Culture du sang (essai), éditions le Serpent à Plumes, Paris, 2003
  - Festin de mensonges (roman), éditions Fayard, Paris, 2007
  - La Chambre de la vierge impure (roman), éditions Fayard, Paris, 2009
  - Irruption d’une chair dormante (nouvelle), éditions El Beyt, Alger, 2009
  - Le Miel de la sieste (roman), éditions Barzakh, 20142, 3
  - Incendie au paradis (roman), 20164, 5, 6
  - L'Enfant de l'œuf (roman), 20177, 8, 9, 10

- Ouramdane Krim (1958-2018)
  - Les incompris, roman, Auto édition, 2009.

- Kamel Daoud (1970-)
  - Meursault, contre-enquête, roman, Barzakh, 2013 (Prix Goncourt du premier roman en 2015)[10]
  - Zabor ou les Psaumes, roman, Barzakh, 2017
  - Le peintre dévorant la femme, roman, Barzakh, 2018.

- Nadia Matoub (1976-)[11]
  - Pour l'amour d'unn rebelle (Laffont, 2000)

- Brahim Metiba (1977-)
  - Ma mère et moi, éditions du Mauconduit, 2015
  - Je n'ai pas eu le temps de bavarder avec toi, éditions du Mauconduit, 2015

- Salah Badis (1994-), Des choses qui arrivent[12], nouvelles, Barzakh/Rey, (2023)

## Essais
- Farès Babouri
  - Béjaïa (photos/textes) (2002)
- Saadane Benbabaali :
  - Nous sommes tous des idolâtres, avec P. Levy et B. Ginisty, Bayard, Paris, 1993.
  - La plume, la voix et le plectre, avec Beihdja Rahal, Barzakh, Alger, décembre 2008.
  - La joie des âmes dans la splendeur des paradis andalous, Alger, ANEP, décembre 2010.
- Assia Djebar
  - Ces voix qui m'assiègent: En marge de ma francophonie, 1999.
- Malek Haddad
  - La Fin des Majuscules
  - Les Zéros tournent en rond (essai), Maspero, 1961
- Yasmina Khadra
- Mohamed-Chérif Zerguine :
  - Pupille de l'État-La Peur de l'inconnu, Constantine 2009.
  - Nés sous X dans le monde arabo musulman, Alger 2011.
  - Cendres de Larmes, Tunis 2015.

## Presse
- Malek Haddad : Si Constantine m'était contée Série d'articles parus dans le journal An Nasr entre le 4 et le 14 janvier 1966.

## Littérature jeunesse
Auteurs algériens de littérature d'enfance et de jeunesse

## Contes
Taos Amrouche : Le grain magique.
Nacer Ouramdane:Le maitre de magie, Presses de la Renaissance, Paris, 2003.

## Nouvelles
- Akram Belkaïd, Pleine Lune Sur Bagdad, Éditions Érick Bonnier, Paris, 2017.
- Kamel Bencheikh, La Reddition de l'hiver, Frantz Fanon, 2019

## Poésie
La poésie traditionnelle et populaire existe essentiellement en performance musicale.
- Chants patriotiques algériens
- Poésie amazighe, Tamdyazt, Amdyaz
- Melhoun, Bedoui oranais, Malouf algérien, Mahjouz
- Hawzi, Gharnati, Zadjal, Mouachah, Aroubi
- Sanâa (musique), Chaâbi (Algérie), Medahates
- Wahrani (style musical), Chaoui (musique), Musique dans les Aurès, Musique kabyle
- Musique diwane, musique Staïfi, Wahrani (style musical)
- Raï

### En français
- Ali Bedrici (1951-)
  - Fleurs de feu, Editions Alpha, 2011
  - L'Esprit dans les étoiles. Editions Edilivre, 2014
- Saadane Benbabaali (1948-)
  - La joie des âmes dans la splendeur des paradis andalous. ANEP, Alger, 2010
  - La plume, la voix et le plectre, avec Beihdja Rahal, Barzakh, Alger, décembre 2008
- Farès Babouri (1965-)
  - Le Jardin d'alcôve, (1994)
- Maïssa Bey (1950-)
  - Sahara, mon amour. Éd. l'Aube, 2005 (photos O. Nekkache)
- Kamel Bencheikh (1959-)
  - Prélude à l'Espoir. Éditions Naaman, Canada, 1984
- Assia Djebar (1936-2015)
  - Poèmes pour l'Algérie heureuse, 1969
- Malek Haddad (1927-1978)
  - Écoute et je t’appelle, Maspero 1961
  - Les Premiers froids
- Moufdi Zakaria (1908-1977)
  - Le Feu sacré, recueil de poèmes sur la Révolution Algérienne
  - À l’ombre des oliviers, recueil de poèmes à la gloire de la Tunisie
  - L'Iliade de l'Algérie, poèmes chantant la beauté de l’Algérie
  - La Parole à nos gloire
- Habib Osmani (1963 ?)
  - Petits poèmes roses pour le troisième millénaire, 2014
  - Abécédaire poétique de l'Algérie colonisée, 2017
- Abder Zegout (1965-)
  - Fulgurance, 2009
  - Le vagabond céleste, 2010
  - Réminiscence, 2011
  - Cantate, 2012
  - Exubérance, 2015

### En arabe (classique et populaire)
- Ibn Khamis (1252-1308)
- Ahmad ibn Abi Jum'ah (vers 1450-1511)
- Sidi Lakhdar Ben Khlouf (1479-1585)
- M'barek Bouletbag (vers 1560-vers 1640)
- Saïd El-Mendassi (1583-1677)
- Ahmed Ben Triki (vers 1650-1750)
- Mohammed Benmsayeb (vers 1688-1768)
- Mohammed et Boumédiène Bensahla (vers 1700-1760 et vers 1730-1780)
- Mohamed Bendebbah (vers 1720-1922)
- El-Habib Benguennoun (1761-1864)
- Mustapha El Kebabti (1769-1860)
- Mestfa Ben Brahim (1800-1867)
- Mohamed Ben Guittoun (1843-1907)
- Kaddour Ben Achour Zerhouni (1850-1938)
- Abdelkader Bentobdji (1871-1948), Abdel Kader
- Kheïra Es-sebsadjiyya (1875c-1940)
- Hachemi Bensmir (1877-1938) Biya daq el mor (La vie m'a peiné).
- Aïssa Djermouni (1886-1946)
- Cheikh Hamada (1889-1968)
- Abdelkader El-Khaldi (1893-1964)
- Mohamed Laïd Al-Khalifa (1904-1979), Diwan
- Hadj El Anka (1907-1978)
- Cheikh Sadek El Béjaoui (1907-1995)
- Moufdi Zakaria (1908-1977), Kassaman
- Mahboub Bati (1919-2000)
- Cheikha Remitti (1923-2006)
- Jamel Eddine Bencheikh (1930-2005)
- Rachid Boudjedra (1941-)

## Théâtre

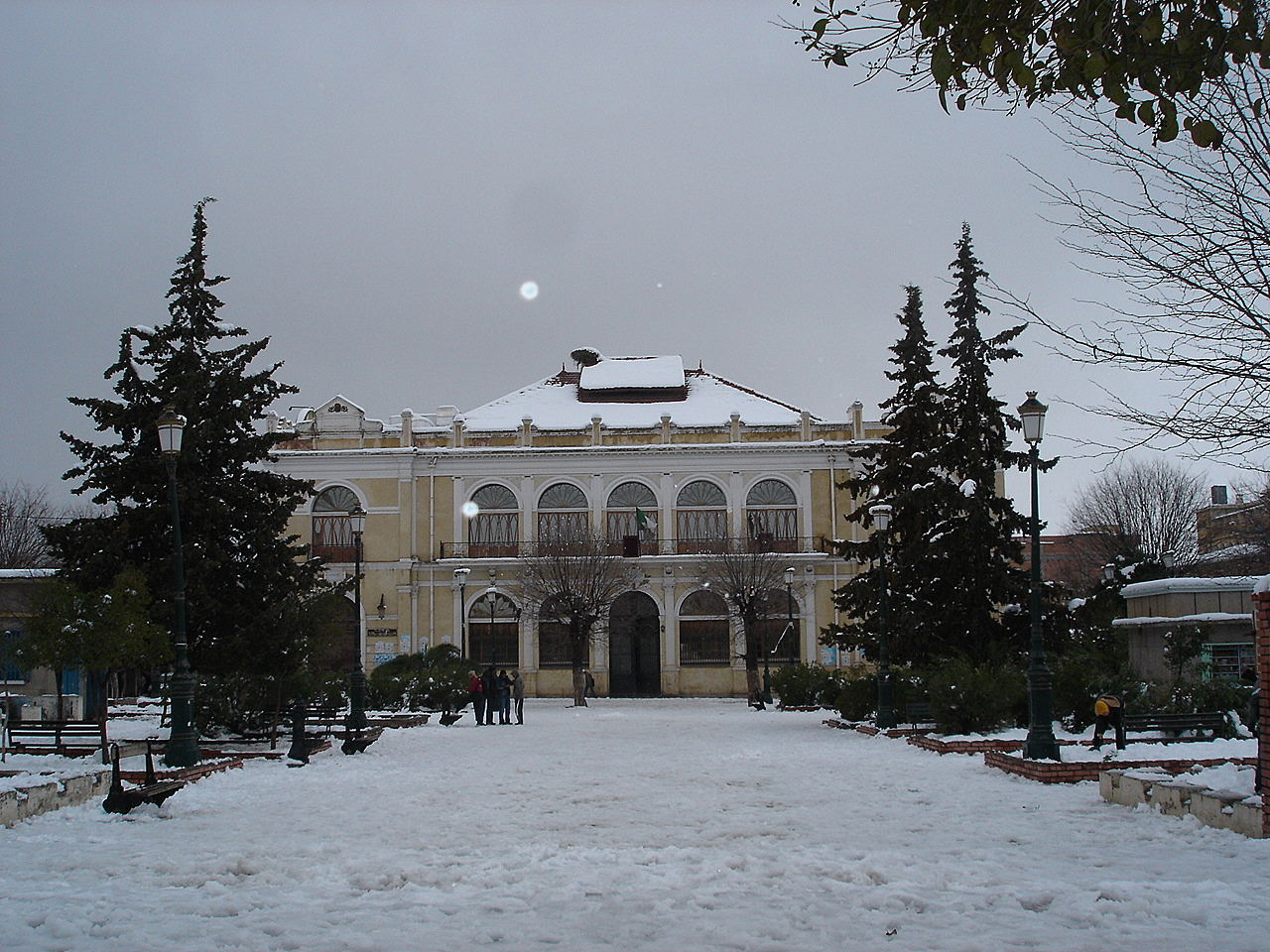
Théâtre de la ville de Batna

La première pièce de théâtre publiée en arabe l'a été par l'Algérien Abraham Daninos en 1847 ; il s'agit d'une création originale et non d'une adaptation d'une œuvre européenne.
Selon Mahboub Stambouli, la première pièce fut jouée en 1910. Les premières pièces algériennes, à cette époque étaient sans rayonnement important en raison de la censure qu’exerçait la tutelle coloniale, qui craignait notamment que les pièces ne dérivent vers des sujets d’ordre subversif, par conséquent les éternelles questions domestiques constituaient les thèmes principaux, mais qui étaient cependant loin de refléter la réalité socioculturelle des Algériens.
À partir des années quarante, de grands noms du théâtre émergent tels que Mahiedine Bachtarzi, Rachid Ksentini, Bach Djarah, Mme Keltoum, ces figures allaient constituer le premier noyau de dramaturges algériens qui allaient accompagner de façon soutenue, le mouvement d’affranchissement qui s’est saisi du peuple algérien, puisque durant la Révolution algérienne, des troupes théâtrales faisaient des tournées à travers plusieurs pays du monde, dans le but de faire connaître le combat que menaient les Algériens contre la domination coloniale.
Après l’indépendance, le théâtre suit la même trajectoire que le cinéma, avec l’avantage d’être plus critique à l’égard de certaines transformations sociales, politiques et culturelles que connaît alors la société algérienne. Animées par des dramaturges de talent à l’image de Kateb Yacine, ces pièces avaient pour thèmes dominants les principales préoccupations des Algériens face au changement de statuts et de mœurs.
Par la suite, une nouvelle vague de jeunes comédiens et de dramaturges font leur apparition sur la scène théâtrale, cette épopée fut menée par des figures telles que  Abdelkader Alloula, Azeddine Madjoubi, Benguettaf et Slimane Benaïssa. Leurs créations ont été nombreuses et souvent de bonne qualité, parmi les pièces connues il y a Bab El-Foutouh brillamment interprétée par Madjoubi et Lejouad, écrite et interprétée par Alloula.
De nos jours, l’activité théâtrale est marquée par des programmes de création locale et d’adaptation de pièces de grande renommée, l’Algérie dispose à ce titre d’un théâtre national, de sept théâtres régionaux et de nombreuses troupes dites de « théâtre amateur ».
- Assia Djebar:
  - Rouge l'aube, théâtre (1969)
- Dramaturges algériens
- Metteurs en scène algériens

## Auteurs
- Liste d'écrivains algériens
- Liste d'auteures algériennes (en), Femmes de lettres algériennes
- Écrivains algériens par siècle
- Écrivains algériens par genre
  - Conteurs algériens
  - Dramaturges algériens
  - Poètes algériens
  - Romanciers algériens, Romancières algériennes, Liste chronologique de romanciers et romancières d'Algérie
- Écrivains algériens arabophones
- Écrivains algériens francophones

## Œuvres
- Poésies algériennes
- Romans algériens
- Essais algériens
- Contes algériens
- Musique algérienne, savante ou populaire, traditionnelle, patrimoniale, régionale, souvent chantée
  - Chants patriotiques algériens
  - Chansons algériennes

## Institutions
- Archives nationales d'Algérie (et Archives nationales d'outre-mer à Aix-en-Provence (France))
- Bibliothèque nationale d'Algérie
- Chaque zaouïa de tariqa (confrérie soufie) possède sa bibliothèque de textes religieux, souvent originaux.
- Agence algérienne pour le rayonnement culturel
- Prix littéraires en Algérie, dont Prix Apulée (it) (2004), Prix Assia Djebar du roman (2015)
- Revues littéraires algériennes
  - Revues littéraires en Algérie, 12×2, Poésie contemporaine des deux rives (2003)
- Liste de maisons d'édition algériennes

### Filmographie
- (ar + fr) Vivre et écrire en Algérie, film réalisé par Dominique Rabourdin, avec la participation de Mohamed Kacimi, Boualem Sansal, El-Mahdi Acherchour, Mustapha Benfodil (et al.), Centre national de la cinématographie, Paris, 2008, 79 min (DVD)